# Nicolás Mentxaka
Nicolás Mentxaka Fernández (Bilbao, 11 de enero de 1939 - ibídem, 10 de marzo de 2014) fue un futbolista español que jugaba en la demarcación de delantero.

## Biografía
Debutó como futbolista en la SD Deusto en 1957, cuando contaba con 18 años de edad. Tras un breve paso de dos temporadas por el Barakaldo CF, Mentxaka recaló en el Athletic Club, donde hizo su debut el 25 de septiembre de 1960, en el Estadio de San Mamés, contra el Real Valladolid CF (4-1). Entre 1960 y 1961 fue jugador del Racing de Ferrol cuando realizaba el servicio militar obligatorio. A partir de noviembre de 1961 jugó, en calidad de cedido, en el CD Basconia hasta final de temporada. En 1962 volvió al Athletic Club, marcando once goles en 28 partidos disputados con la camiseta rojiblanca en tres temporadas. En 1965 volvió al Barakaldo CF. La UE Lleida se hizo con sus servicios en 1966, pero no llegó a disputar ningún partido. Finalmente, tras ser traspasado al Burgos CF, se retiró como futbolista en 1967.
Falleció el 10 de marzo de 2014 en Bilbao a los 75 años de edad.

## Clubes
| Club                  | País   | Año         | Partidos | Goles |
| --------------------- | ------ | ----------- | -------- | ----- |
| SD Deusto             | España | 1957 - 1958 | ¿?       | ¿?    |
| Barakaldo CF          | España | 1958 - 1960 | 55       | 26    |
| Athletic Club         | España | 1960 - 1961 | 1        | 0     |
| Racing Club de Ferrol | España | 1960 - 1961 | ¿?       | ¿?    |
| CD Basconia (cedido)  | España | 1961-1962   | 13       | 6     |
| Athletic Club         | España | 1962 - 1965 | 28       | 11    |
| Barakaldo CF          | España | 1965 - 1966 | 11       | 4     |
| UE Lleida             | España | 1966        | 0        | 0     |
| Burgos CF             | España | 1966 - 1967 | 16       | 5     |